# Theodor Friedrich Stange
Theodor Friedrich Stange (* 1. November 1742 in Osternienburg; † 6. Oktober 1831 in Halle an der Saale) war ein deutscher Theologe, Gymnasialrektor und Hochschullehrer.

## Leben
Stange war Sohn eines Predigers. Er erhielt in Nienburg an der Saale seinen ersten Unterricht. Anschließend ging er an die Stadtschule von Köthen. 1760 bezog er die Anhaltische Landesuniversität Zerbst. 1763 wechselte er an die Universität Halle, bevor er 1765 zur weiteren Ausbildung nach Bremen kam. 1770 übernahm er die Schulleiterstelle der reformierten Lateinschule in Düsseldorf, kam 1773 als Rektor zurück an die Stadtschule in Köthen, bevor er 1781 die Leitung des neuorganisierten Gymnasiums Hamm übernahm.
Stange folgte 1789 einem Ruf als Professor der Kirchengeschichte an das reformierte Gymnasium nach Halle. 1795 erhielt er dort die Stelle des ersten Professors und Ephorus. In dieser Stellung blieb er bis zur Auflösung der Schule 1804. In diesem Jahr erhielt er eine Stelle als außerordentlicher Professor an der Theologischen Fakultät der Universität Halle. Am 26. April 1806 wurde er von der Brandenburgischen Universität Frankfurt zum Dr. theol. promoviert, bevor er schließlich zum 6. Oktober 1828 eine ordentliche Professur in Halle an der Theologischen Fakultät erhielt.

## Werke (Auswahl)
- Particula Altera et Ultima, 1779.
- Anti-Critica In Locos Quosdam Psalmorum A Criticis Sollicitatos, 2 Bände, Leipzig/Halle 1791–1794.
- De antiquitate religionis revelatae, 1797.
- Theologische Symmikta, 3 Bände, Hendel, Halle 1802–1805.
- Beiträge zur hebräischen Grammatik, Halle 1820